# Crafton (Pennsylvania)
Crafton  è un comune (borough) degli Stati Uniti d'America, nella contea di Allegheny nello Stato della Pennsylvania. Secondo il censimento del 2010 la popolazione è di 5.951 abitanti.

## Società

### Evoluzione demografica
La composizione etnica vede una prevalenza della razza bianca (91,7%) seguita da quella afroamericana (4,6%).
| borough di Crafton Popolazione |       |
| 2000                           | 6.706 |
| 2010                           | 5.951 |